# 维奥莱塔·托米奇

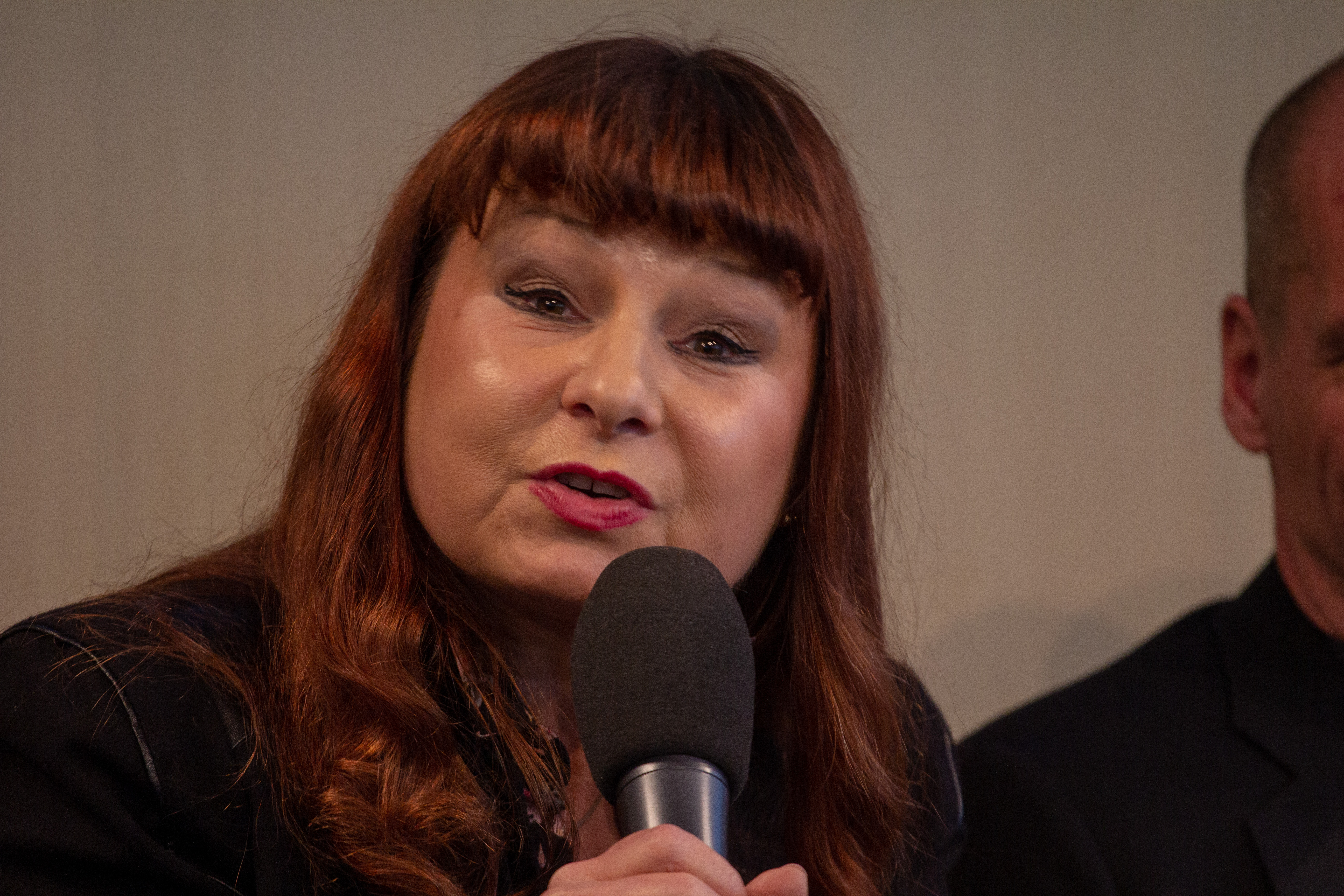
维奥莱塔·托米奇

维奥莱塔·托米奇（有时作；1963年1月22日—），斯洛文尼亚政治家、电视主持人和演员，曾任左翼党副协调员、国民议会议员。出生于南斯拉夫联邦人民共和国波斯尼亚和黑塞哥维那社会主义共和国萨拉热窝。1985年，毕业于卢布尔雅那大学。2003年－2006年，任斯洛文尼亚广播电视台《智者为王》节目主持人。在2019年欧洲议会选举中，作为欧洲联合左翼/北欧绿色左翼的首席候选人，但她本人没有当选。